# 圣何塞 (巴利阿里群岛)
圣何塞（西班牙語：San José）是西班牙巴利阿里群岛的一个市镇。总面积159平方公里，总人口14267人（2001年），人口密度90人/平方公里。